# سیپان پاشینیان
سیپان آرتاکی پاشینیان (ارمنی: Սիփան Արտակի Փաշինյան؛ زادهٔ ۲۸ آوریل ۱۹۹۰) یک سیاستمدار اهل ارمنستان است که از تاریخ ۲۰۱۹ تا تاریخ ۲۰۲۱ سمت نمایندگی دوره هفتم مجلس ملی جمهوری ارمنستان را برعهده داشت.

## زندگی‌نامه
در ۲۸ آوریل ۱۹۹۰ در ایجوان به دنیا آمد و از دانشگاه دولتی ایروان فارغ‌التحصیل شد. 